# Plethodon richmondi
Plethodon richmondi (tên tiếng Anh: Ravine Salamander) là một loài kỳ giông trong họ Plethodontidae.
Nó là loài đặc hữu của Bắc Mỹ.
Môi trường sống tự nhiên của chúng là các khu rừng ôn hòa.
Nó bị đe dọa do mất môi trường sống.

## Hình ảnh

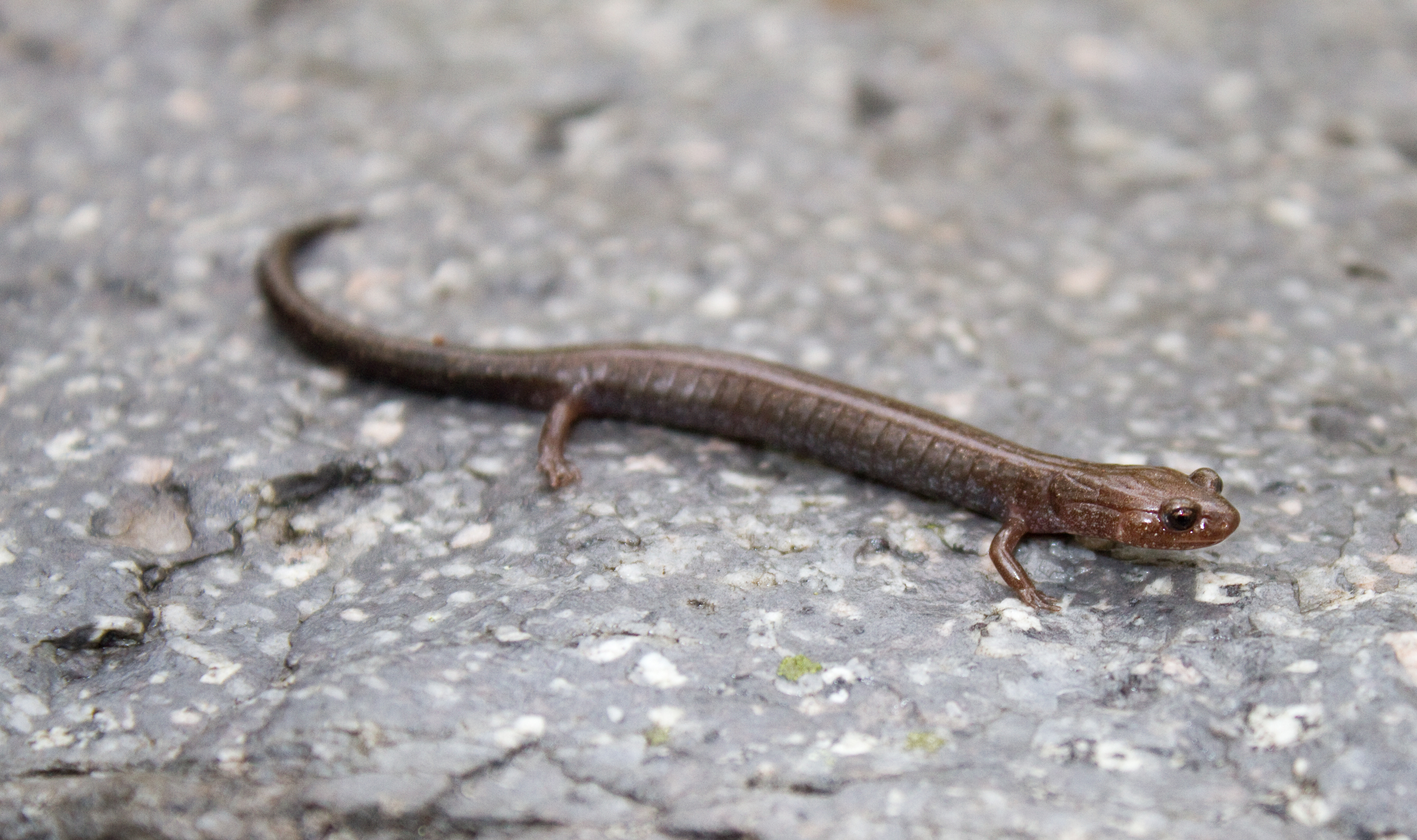